# Бистрянка (притока Грону)
Бистрянка (словац. Bystrianka) — річка, права притока Грона, в окрузі Брезно.
Довжина — 18.8 км. Площа водозбору — 96,5 км².
Витік знаходиться на схилі гори Дюмб'єр в масиві Низькі Татри — на висоті приблизно 1500 метрів. Серед приток — Штявнічка.
Впадає у Грон при селі Подбрезова на висоті 458 метрів.